# Uładiwśke
Uładiwśke (ukr. Уладівське) – wieś na Ukrainie, w obwodzie winnickim, w rejonie chmielnickim, w hromadzie Kalinówka. W 2001 liczyła 855 mieszkańców, spośród których 850 wskazało jako ojczysty język ukraiński, a 5 rosyjski.